# Warren Peak
Der Warren Peak ist ein hoher und felsiger Berggipfel im ostantarktischen Viktorialand. In den Allan Hills ragt er südöstlich der Ebene Halle Flat auf.
Erkundet wurde er 1964 von einer Mannschaft, die im Rahmen des New Zealand Antarctic Research Program in den Allan Hills tätig war. Diese benannte ihn nach dem neuseeländischen Geologen Guyon Warren (1933–2003), der am Zustandekommen und der Planung der Forschungsreise entscheidenden Anteil hatte, jedoch am ersten Tag der Expedition eine schwere Beinfraktur erlitt und die Heimreise antreten musste.